# 先天性肌强直
先天性肌强直（Myotonia congenita）是一种先天性神经肌肉离子通道病，主要影响骨骼肌。该病为遗传性疾病，其特点是肌肉无法终止收缩，延迟松弛，以及僵硬。 症状包括自主收缩后肌肉延迟松弛（肌强直），也可能包括僵硬，肥大，来自某些形式的疾病的暂时性虚弱（来自某些基因突变），和痉挛。它有时被称为“昏倒羊综合症”，因为它是昏倒羊在受到刺激时昏倒的原因。

## 症状和体征
该病最主要的症状为肌肉长时间收缩。在隐性突变中，症状最常见于腿部肌肉，而在显性突变中则更常见于手部、面部和眼睑。该症状常因静止而增强。在某些情况下，症状能够通过被称为“热身效应”(the warm-up effect)的重复运动而缓解，但这种效应往往在休息时迅速减弱。
一些先天性肌强直患者容易因动作仓促或失去平衡后无法恢复稳定而摔倒。在跌倒时，先天性肌强直患者可能会出现部分或者完全的僵硬性瘫痪，而发作结束后会立即缓解。需要注意，意外落水可能使患者无法运动而陷入危险。与患有肌强直的山羊一样，由于儿童更加好动，他们比成年人更容易摔倒。
两种主要的先天性肌强直通过其症状的严重程度和遗传模式来区分。贝克尔氏病(Becker disease)通常在儿童期比汤姆森氏病（Thomsen disease）晚出现，并引起更严重的肌强直、肌肉僵硬和暂时性无力。虽然通常肌强直本身不伴有疼痛，但也可能出现痉挛或肌痛。贝克尔氏病患者常常有暂时性的肌无力发作，特别是在手臂和手，它在休息后的运动中出现。随着时间的推移，也可能出现轻微的、永久性的肌肉无力。而这种肌无力在汤姆森氏病患者中没有观察到。
儿童的早期症状可能包括： 
- 吞咽困难
- 通过重复的动作能够改善僵硬
- 经常跌倒
- 剧烈收缩或哭泣后难以打开眼睑 [3]

可能的并发症可能包括： 
- 吸入性肺炎（由吞咽困难引起）
- 婴儿经常窒息（也由吞咽困难引起）
- 腹部肌肉无力
- 慢性关节问题
- 跌倒受伤

### 表型变异
汤姆森氏和贝克尔氏肌强直都有很高的表型变异性。症状的严重程度在个体之间和个体本身的一生中可能有很大的不同。部分原因可能是目前已知有130多种不同的突变可以引起这种疾病，每种突变都有其特殊性，也因为先天性肌强直是一种离子通道疾病，而离子通道对内部和外部环境因素都很敏感。已有研究表明，怀孕和使用利尿剂会加重肌强直，而这两种情况都与二价阳离子如镁和钙的丢失有关。
肾上腺素会使大多数患者的肌强直恶化，先天性肌强直的人在特别紧张的情况下可能会出现突然恶化的行动困难，因为在紧张会导致肾上腺素的释放。
由于这种疾病的不可见性，先天性肌强直患者往往看起来非常健康，身体强壮，普通人和医学界普遍缺乏对这种疾病的了解，个人本身也往往缺乏了解，而且症状有可能不一致，因此许多先天性肌强直患者由于其疾病的影响，在某个时期经历了一定程度的社会迫害。

### 气温
许多患者称，寒冷是症状加重的因素之一。 然而，该问题仍存在一些争议，有些报道甚至称寒冷可以缓解症状。 

### 热身现象
汤姆森于1876年报道本病时一同描述了该现象，但其机理目前仍不清楚。 
先天性肌强直可能表现为以下几种情况（这是来自亲身经历）。如果患者久坐不动，然后决定走上一组楼梯，到第三或第四步时，他们的腿部肌肉开始明显僵硬，要求他们放慢速度，几乎完全停止。但随着肌肉的松动，几步之后，他们可以再次开始以正常速度走上台阶。如果这个人从事任何种类的运动，良好的热身是必须的。否则如果他们需要快速密集地使用他们的肌肉，如在短跑比赛或篮球比赛中，他们的肌肉就会冻结，导致他们速度减慢或几乎完全停止。但一旦肌肉得到热身，它们就能再次正常运作。这种情况可能发生在各种肌肉中，甚至在舌头等肌肉中。例如，如果一个人有一段时间没有说话，然后想说话，他们的舌头一开始可能会僵硬，导致说出来的话有点混乱不清，但在尝试说话的几秒钟后，舌头肌肉会松动，然后他们可以在对话的剩余时间里正常说话。{Original research|段落}}
患者报告说，反复收缩肌肉，每次收缩都能减轻目前的肌强直，这样，同一肌肉收缩几次后，肌强直几乎消失。这种效应持续约5分钟。 对这种现象有几种可能的机制，但都没有定论：
一种理论认为，在肌强直活动期间，肌肉细胞内钠增加刺激了钠钾泵，使钠钾泵的活性增加。然而，在病人的实验中，通过输注钠钾泵阻断剂 Ouabain 阻断了腋下的钠钾泵，没有观察到对热身的影响。另一个理论是，肌肉中剩余的少数功能性氯离子通道可能随着肌肉活动的增加而变得更加活跃。
有人提出，驻留在骨骼肌中的钠通道1.4的失活，可能在热身现象中起重要作用。特别是该通道的缓慢失活被认为有一个与热身相关的空间和时间延伸，因此可能提供了一个合理的原因。

## 原因
这种疾病是由编码ClC-1氯离子通道的部分基因（CLCN1）突变引起的，导致肌纤维膜对刺激有异常夸张的反应（过度兴奋）。
已有三例被诊断为汤姆森氏肌强直的病例，经基因检测证明不是氯离子基因的突变，而是电压门控钠离子通道（SCN4A）的α亚基的突变。 与氯离子通道突变一样，钠离子通道突变的病人可能有非常不同的表型，使诊断更加困难。

## 诊断

### 类型
先天性肌强直有两种类型，一种是常染色体显性，一种是常染色体隐性。常染色体显性肌强直（OMIM #160800）也被称为汤姆森氏病，以丹麦/德国医生阿斯穆斯·朱利叶斯·托马斯·汤姆森（1815-1896）的名字命名，他本人患有此病，并在医学文献中首次对其进行描述（1876年）。 常染色体隐性肌强直（OMIM #255700）也被称为贝克尔氏病，以发现其隐性性质的德国教授彼得·埃米尔·贝克尔命名。
先天性 "从出生起就有临床表现 "这一术语只适用于汤姆森病，因为贝克尔氏病的临床发病可能延迟到4-6岁。 但无论哪种形式的先天性肌强直，该术语最严格的意义是反映了该疾病从出生起就存在于基因中，尽管临床发病可能延迟。
随着基因检测的出现，最近发现一些典型的隐性突变可能在一些人身上以显性方式发生。这方面的原因尚不清楚。
由于几种 CLCN1 突变可引起贝克尔氏病或汤姆森氏病，医生通常依靠特征性的症状和体征来区分这两种形式的先天性肌强直。然而，CLCN1 突变引起的肌强直有时在临床上与钠通道突变（SCN4A突变）引起的肌强直无法区分，而这导致类似的先天性副肌强直。
作为一种所谓的芬兰遗传病，先天性肌强直在芬兰和芬兰血统的人中更为常见。对芬兰北部24个家庭的 CLCN1 基因进行了分子研究，其中包括46个受影响的个体，结果显示，尽管遗传似乎是显性的（汤姆森型），但实际上是隐性的（贝克尔型）。
有些先天性肌强直的病例不需要治疗，或者确定药物治疗的风险超过了益处。然而，如果有必要，可以用奎宁、雷诺嗪、普鲁卡因胺、氟卡尼、苯妥英、卡马西平、美西律和其他抗惊厥药物缓解该疾病的症状。物理治疗和其他康复措施也可用于帮助肌肉功能。遗传咨询也是可用的。

## 流行病学
在斯堪的纳维亚北部，先天性肌强直的患病率估计为 1:10,000。 
据估计，全球每 100,000 人中就有 1 人患有先天性肌强直。 